# Poloma
Poloma é um gênero de mariposa pertencente à família Bombycidae.